# 建筑光学

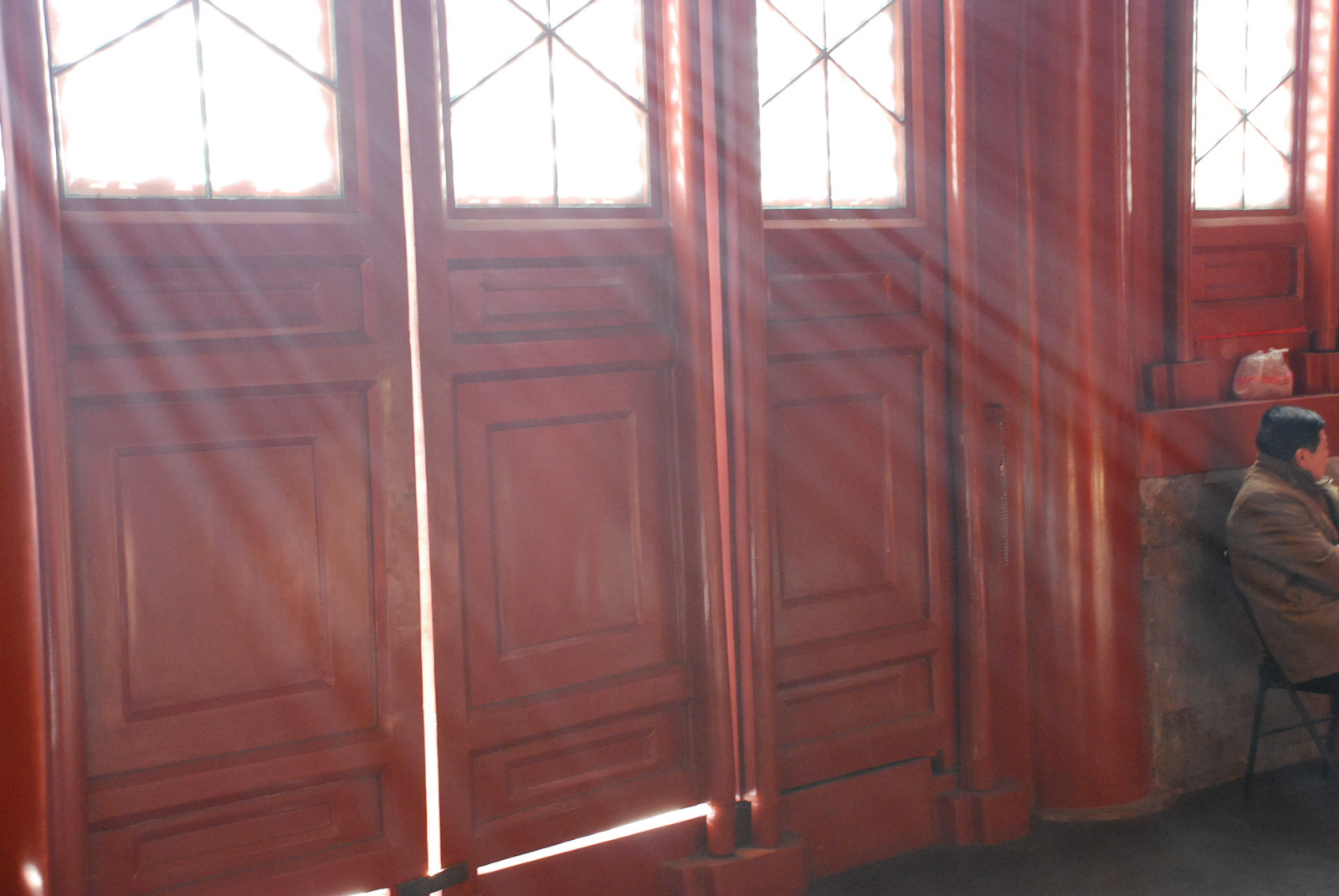
北京孔庙大成殿，光线从门上的窗格照入室内

建筑光学是建筑物理的一个组成部分。主要研究建筑内部的天然光和人工光的照明，创造良好的光环境。
在电灯发明以前，人类主要利用天然光和火光照明，在中国传统建筑中，尤其是华北一带的建筑，多以南边的门和窗进行采光，而北墙为抵御北风，一般不开窗或只开很小的窗户。古埃及太阳神庙中的高侧窗采光方法也是一种采自然光的典型例子。但由于自然采光受自然条件的影响很大；而火光照明效果差，而且容易引起火灾。直到19世纪白炽灯和公共电网得到普及以后，大规模人工采光和照明技术的实践才开始得以实现，并逐步形成建筑光学。
建筑光学的研究内容主要有：与建筑有关的光的性质和光的视觉性质、天然采光和人工照明。